# アラビアンナイト (映画)
『アラビアンナイト』（伊: Il fiore delle Mille e una notte）は、1974年公開のイタリアのファンタジー映画、冒険映画、恋愛映画。監督はピエル・パオロ・パゾリーニ。原題は「千と一夜の花」という意味。

## 概説
『千夜一夜物語』の映画化。『デカメロン』（1971年）、『カンタベリー物語』（1972年）に続く、パゾリーニの「生の三部作」の最終作。主役は本作がデビューとなるフランコ・メルリ。
裸とセックスとスラップスティックな笑いが満載。原作のエロティシズムと枠物語の構造を保持し、『アラビアン・ナイトメア』の著者ロバート・アーウィンは、これまで作られた千夜一夜物語の映画化の中でも「おそらく最も知的な映画」と評している。
メインのエピソードは原作の『美しきズームルッドと「栄光」の息子アリシャールとの物語（第316夜 - 第331夜）』。ただし、アリシャールの名前はヌーレッディン（Nur-ed-din）に変わっている。他に『アズィーズとアズィーザと美わしき王冠太子の物語』など。

## キャスト
- アズィーズ：ニネット・ダボリ（イタリア語版）
- 悪魔：フランコ・チッティ（イタリア語版）
- ヌーレッディン：フランコ・メルリ（イタリア語版）
- アズィーザ：テッサ・ブーシェ
- ズームルッド：イネス・ペルグリーニ（イタリア語版）
- アズィーズの母：マルガレート・クレメンティ
- ブドゥール：ルイジーナ・ロッキ

## 制作
撮影はイランのエスファハーン、エリトリアの砂漠、イエメン、それにネパールで行われた。

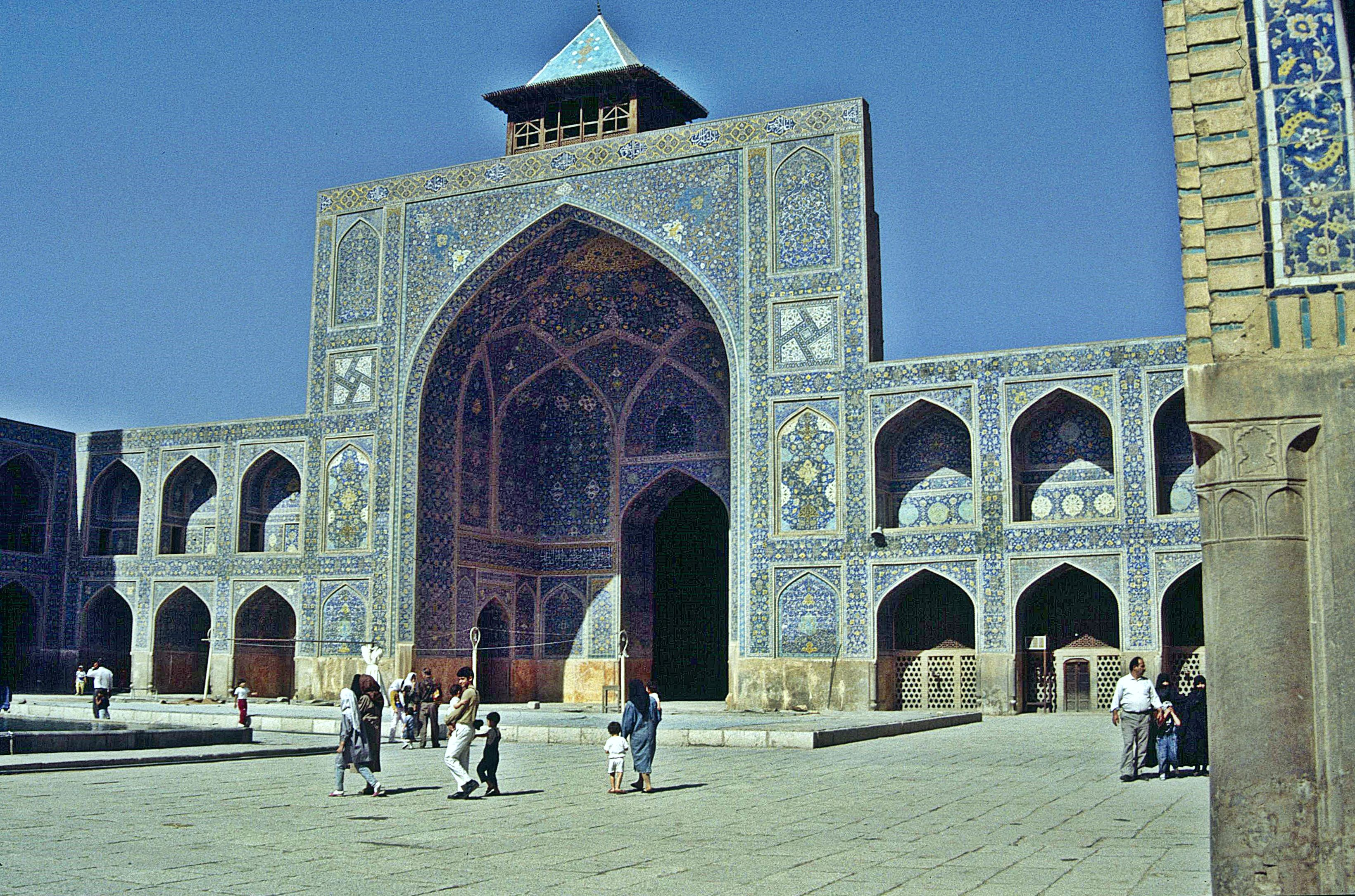
エスファハーンのシャー・モスク
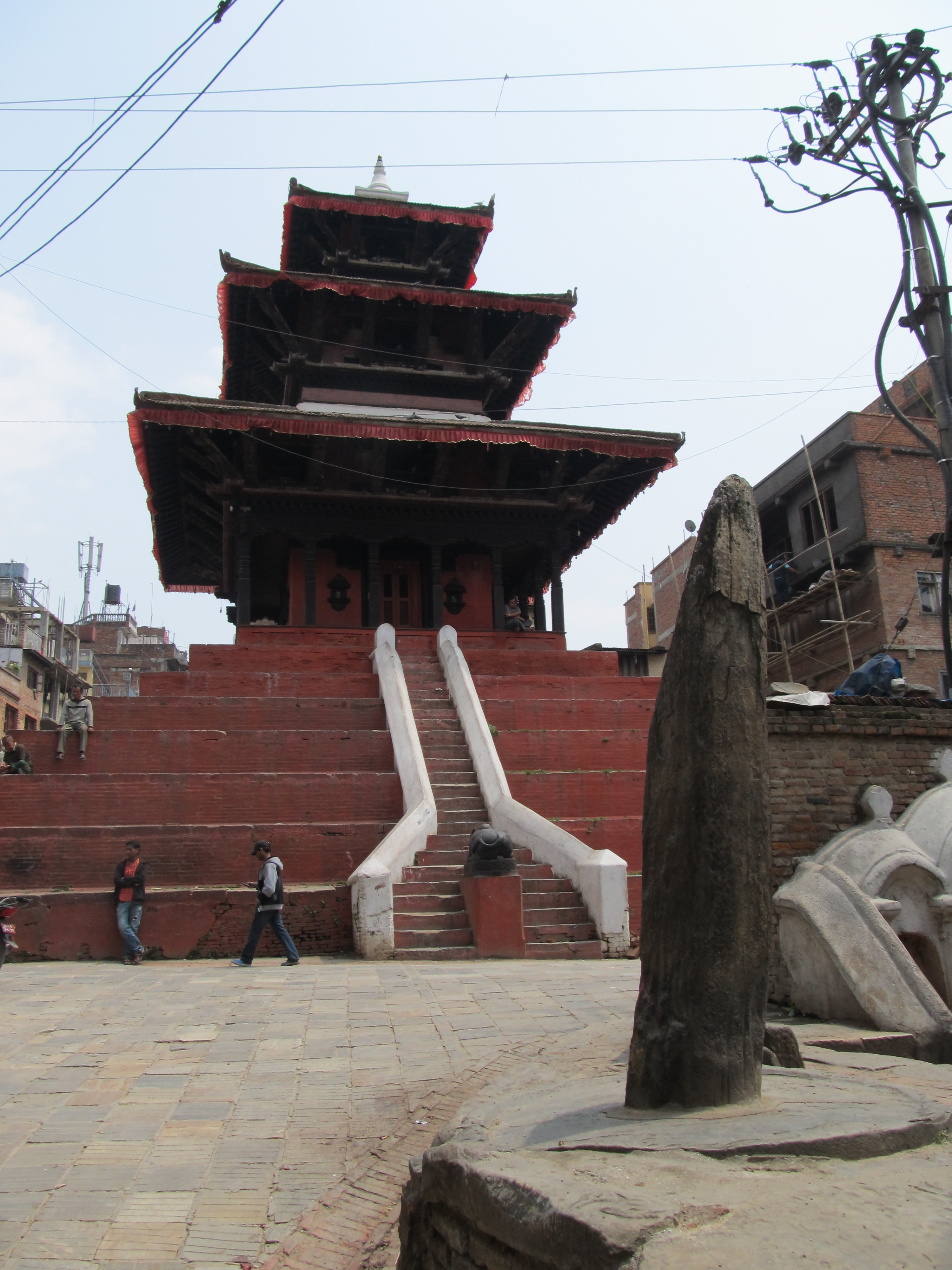
カトマンズのジャイシ・デバル寺院
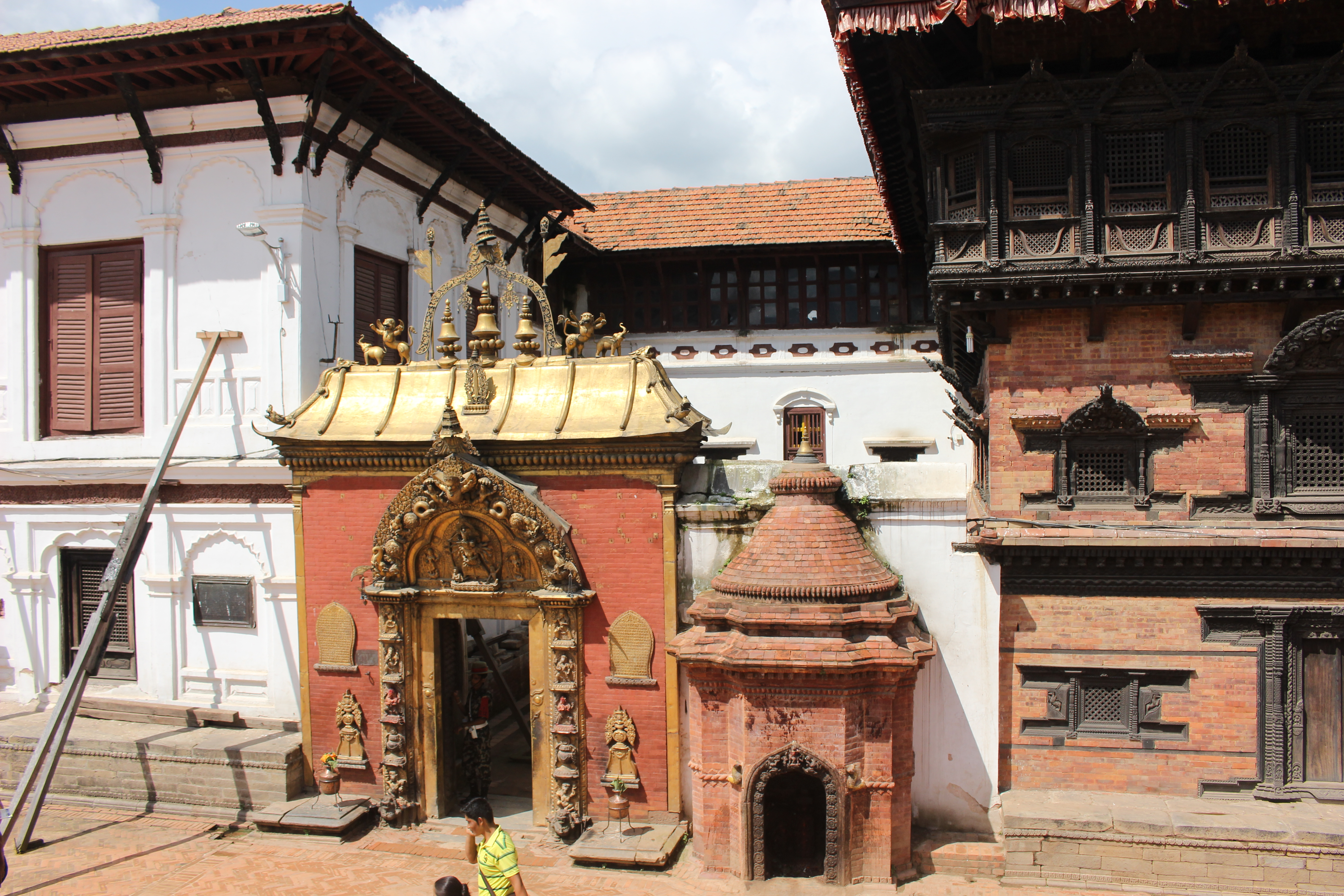
ネパール、バクタプルの金の門
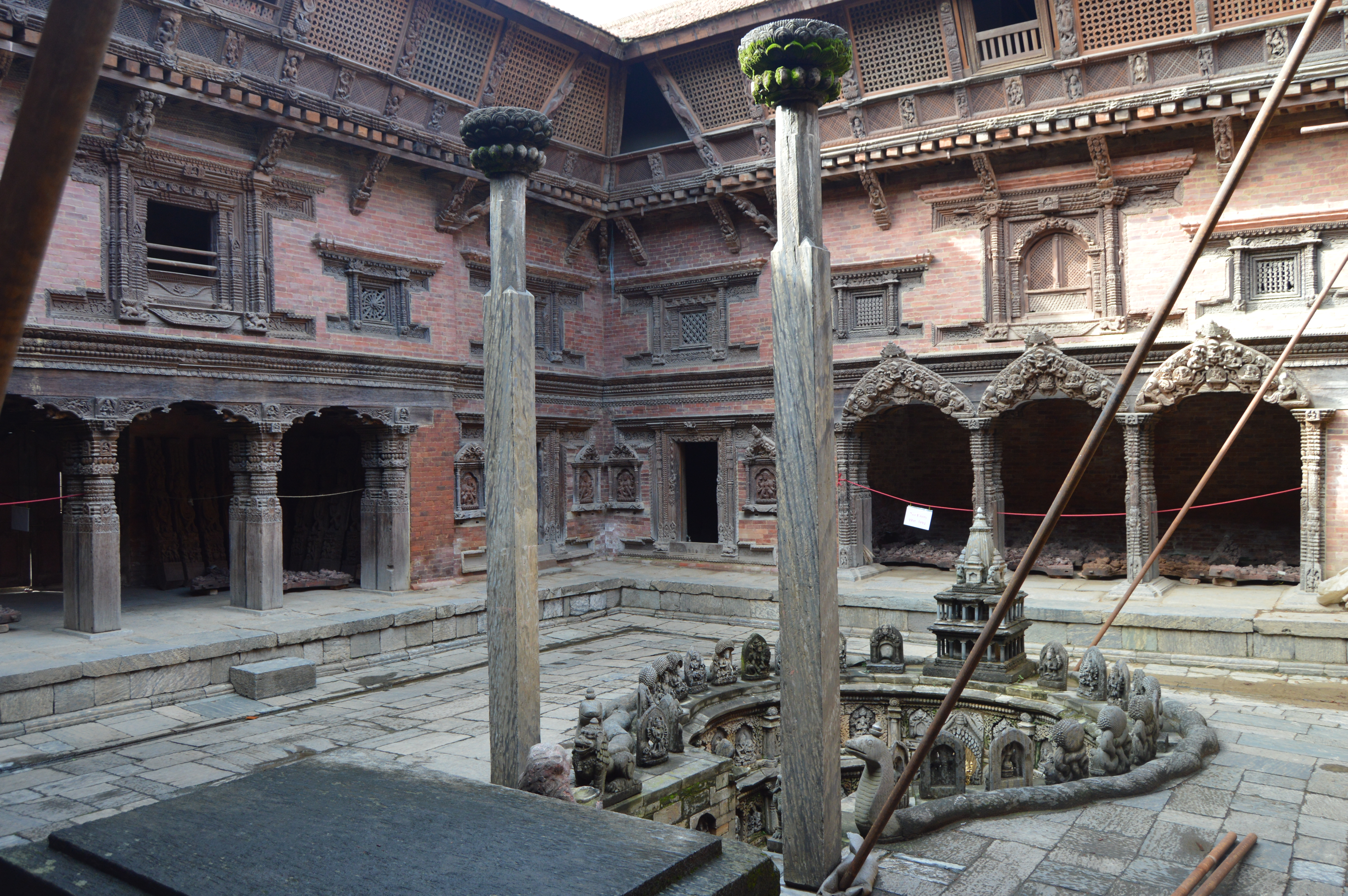
ネパール、パタンのサンダーラ・チョーク
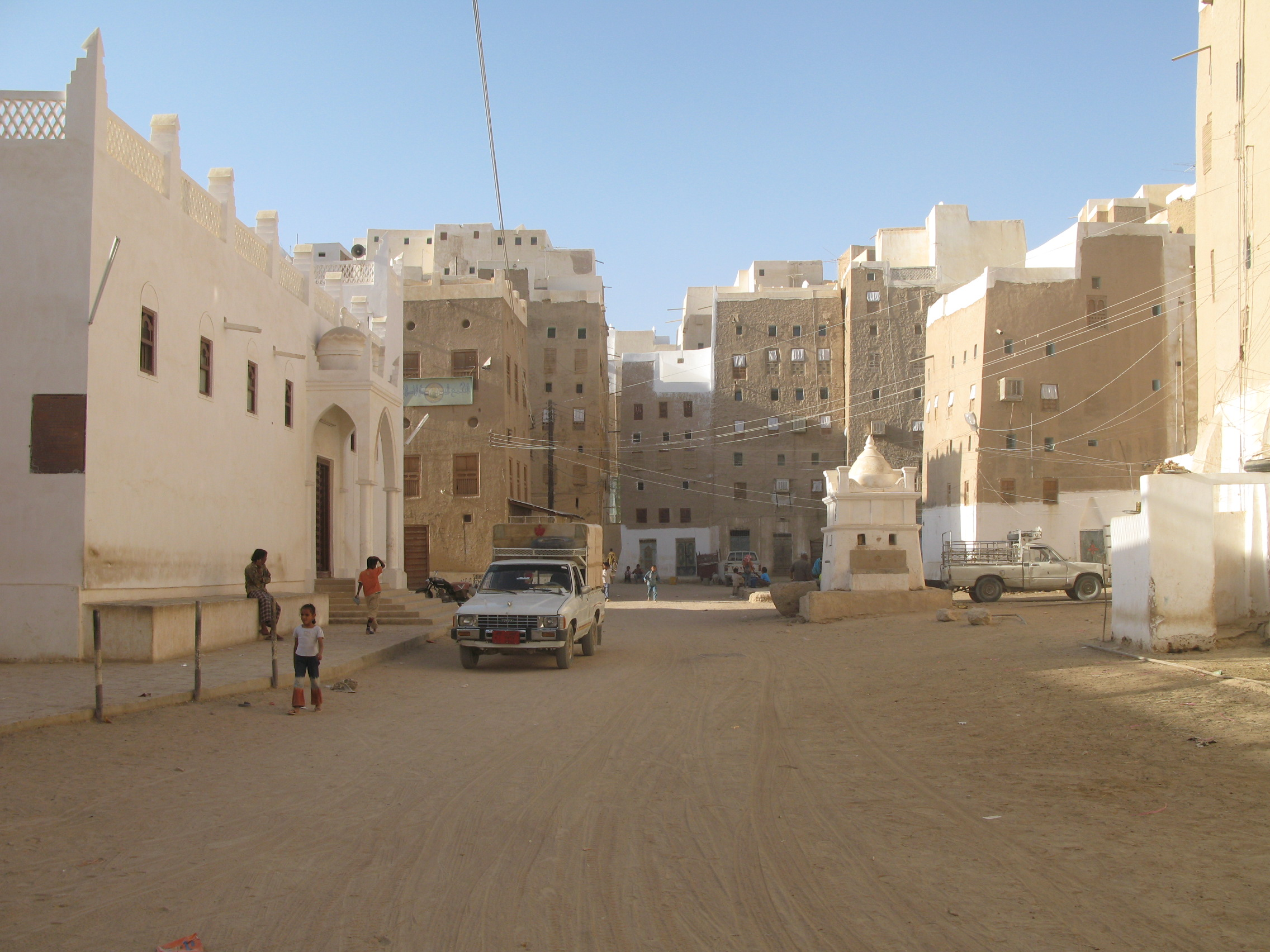
イエメンのシバーム
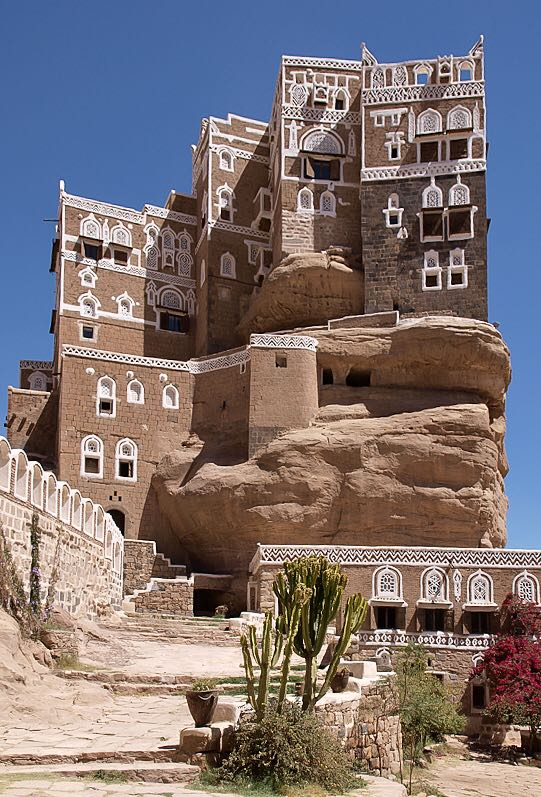
イエメンのダル・アル・ハジャル

音楽はエンニオ・モリコーネ。

## 受賞
1974年、第27回カンヌ国際映画祭で審査員特別グランプリを受賞。